# Tetrachlorometan
Tetrachlorometan, czterochlorek węgla – organiczny związek chemiczny z grupy halogenoalkanów, w pełni chlorowana pochodna metanu. Dawniej powszechnie stosowany jako tani rozpuszczalnik, szczególnie często używany przy ekstrakcji tłuszczów i innych związków organicznych z roślin, a także jako dodatek do środków czystości, rozpuszczalnik do farb i klejów (m.in. butaprenu). Do lat 80. XX wieku był stosowany jako środek gaśniczy w gaśnicach tetrowych. Stosowany także jako rozpuszczalnik w niektórych syntezach chemicznych.

## Odkrycie
Został odkryty w 1840 roku przez francuskiego chemika Henriego Victora Regnault.

## Zastosowanie
Obecnie użycie tetrachlorometanu jest zredukowane do minimum, a jego obrót w handlu jest ściśle reglamentowany. Wynika to z faktu, że uważa się go za niebezpieczny dla środowiska naturalnego. Opary działają toksycznie przez drogi oddechowe, w cieczy drażniąco działa na oczy, w kontakcie ze skórą i po połknięciu. Jest związkiem hepatotoksycznym – powoduje uszkodzenie komórek wątroby i w konsekwencji doprowadza do ostrego uszkodzenia wątroby. Stwarza poważne zagrożenie dla zdrowia w następstwie długotrwałego narażenia. Istnieją ograniczone dowody działania rakotwórczego. Działa szkodliwie na organizmy wodne. Może powodować długo utrzymujące się niekorzystne zmiany w środowisku wodnym. Podejrzewa się, że stwarza zagrożenie dla warstwy ozonowej (tzw. dziura ozonowa).
Stosowany jest nadal jako rozpuszczalnik w analizie chemicznej i w syntezie w skali laboratoryjnej. Ze względu na swoje właściwości, tetrachlorometan wraz z heksanem jest używany do wyznaczania gęstości kryształów nierozpuszczalnych w silnie niepolarnych rozpuszczalnikach.

## Właściwości

### Właściwości fizyczne
W temperaturze pokojowej jest to bezbarwna ciecz o słodkawym zapachu. Niepalny, słabo rozpuszczalny w wodzie, mieszalny z rozpuszczalnikami organicznymi (etanolem, benzenem, benzyną). Rozpuszcza oleje, tłuszcze, żywice i inne substancje lipofilowe. Jest to rozpuszczalnik wysoce niepolarny o dużej gęstości (1,59 g/cm³). Pod wpływem wyładowań elektrycznych lub wysokiej temperatury, w obecności tlenu powstaje z niego fosgen. Opary są kilkakrotnie cięższe od powietrza, co wykorzystywano w gaśnicach do dezaktywacji wolnych rodników w płomieniu i izolacji źródła ognia od dostępu powietrza.

### Właściwości chemiczne
Czterochlorek węgla wykazuje lekkie własności utleniające. Np. w reakcji z diestrami H-fosfonianowymi przekształca je w chlorofosforany:
(RO)
2P(H)O + CCl
4 → (RO)
2P(Cl)O + CHCl
3
Powyższy proces stanowi podstawę metody Athertona-Todda otrzymywania amidofosforanów i triestrów fosforanowych:
(RO)
2P(H)O + CCl
4 + RNH
2 → [(RO)
2P(Cl)O] → (RO)
2P(NHR)O
(RO)
2P(H)O + CCl
4 + R
3N + R1
OH → [(RO)
2P(Cl)O] → (R1
O)(RO)
2PO
Czterochlorek węgla jest stosowany do syntezy chlorków alkilowych z alkoholi w tzw. reakcji Appela zachodzącej w obecności trifenylofosfiny. W przypadku chiralnych alkoholi drugorzędowych powstający chlorek ma przeciwną konfigurację absolutną asymetrycznego atomu węgla.
Chiralne alkohole trzeciorzędowe ulegają reakcji z CCl
4 zgodnie z mechanizmem substytucji SN1, dlatego otrzymuje się produkt jako mieszaninę racemiczną.

## Otrzymywanie
Produkcja czterochlorku węgla polega na fotochemicznym, wyczerpującym chlorowaniu metanu w fazie gazowej w wysokiej temperaturze (ok. 400 °C):
CH
4 + 4Cl
2 → CCl
4 + 4HCl
Można go też otrzymać przez działanie chlorem na disiarczek węgla w obecności katalizatorów.